# Теобальд, Джереми
Джереми Теобальд (англ. Jeremy Theobald) — британский актёр, известный по ролям в фильмах Кристофера Нолана, главным образом, по роли молодого писателя Билла в его режиссёрском дебюте «Преследование» (1998).

## Биография
Джереми Теобальд познакомился с Кристофером Ноланом во время учёбы в Университетском колледже Лондона. Начал сниматься в первых короткометражках Нолана, после чего сыграл главную роль в его полнометражном дебюте «Преследование» (1998), в котором также выступил в качестве продюсера.

## Фильмография
| Год  |     | Русское название          | Оригинальное название | Роль                                |
| ---- | --- | ------------------------- | --------------------- | ----------------------------------- |
| 1997 | кор | Жук-скакун                | Doodlebug             | главный герой                       |
| 1998 | ф   | Преследование             | Following             | Билл / «Молодой человек»            |
| 2000 | с   | Чисто английское убийство | The Bill              | Кевин «Кев» Мур                     |
| 2005 | ф   | Бэтмен: Начало            | Batman Begins         | техник готэмского департамента воды |
| 2019 | ф   | Схождение                 | Convergence           | писатель Мартин                     |
| 2020 | ф   | Довод                     | Tenet                 | стюард в ресторане                  |